# 量子位相推定
量子位相推定（りょうしいそうすいてい、Phase Estimation）、Kitaevの位相推定は、ユニタリ行列の固有値を求めるアルゴリズムで、多くの量子アルゴリズムの基礎になる重要な集合計算過程のうちの一つである。
アダマールテストによる位相推定では、量子状態が収束するまで何度もサンプリングをする必要があった。位相の推定精度をε程度にしようと思うと、(1/ε)2程度のサンプリングが必要となり、高々多項式の逆数スケールでしか精度をあげられないという欠点があった。この量子位相推定のアルゴリズムでは、サンプリング回数に対して指数的に精度改善できる。